# Charles Depéret

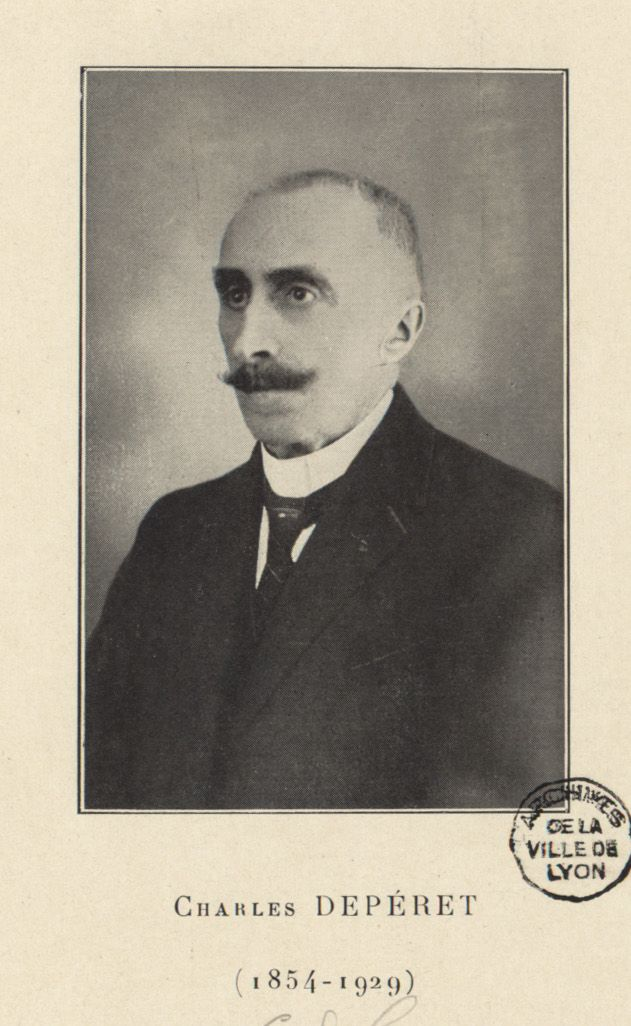
Charles Depéret

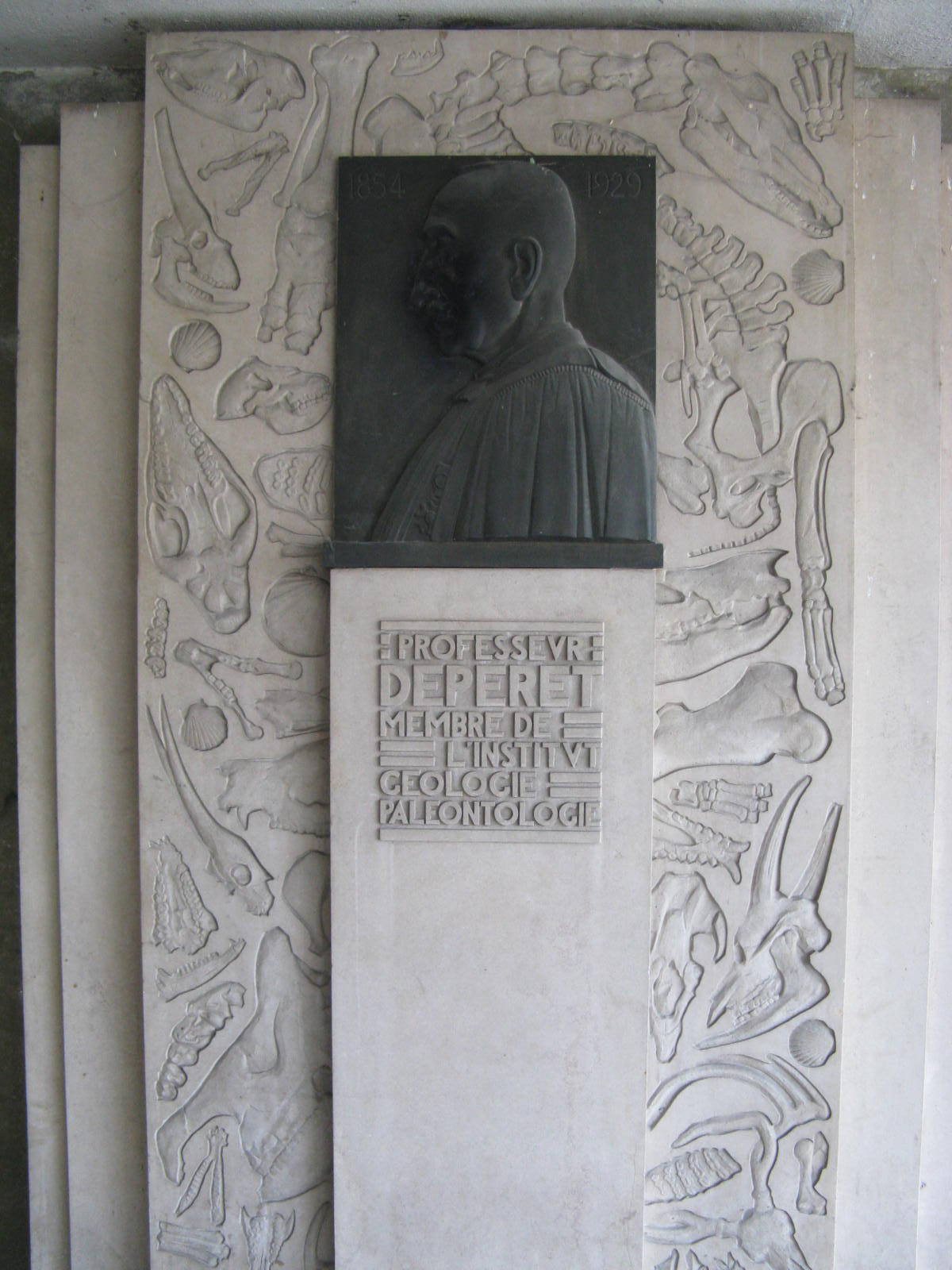
Erinnerungsstele auf dem Campus de la Doua der Universität Lyon

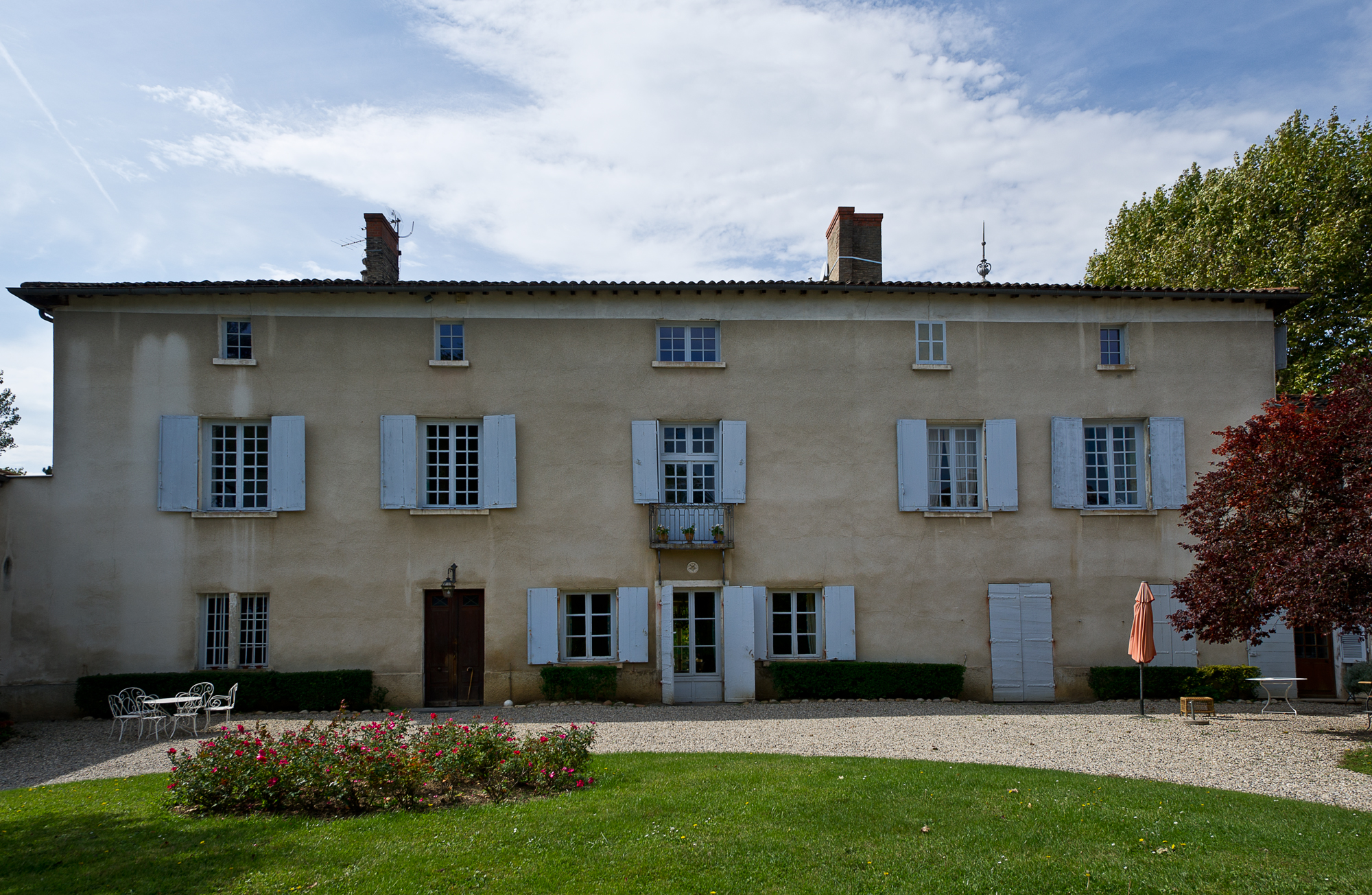
Wohnhaus von Depéret in Tassin-la-Demi-Lune

Charles Jean Julien Depéret (* 25. Juni 1854 in Perpignan; † 18. Mai 1929 in Lyon) war ein französischer Geologe und Paläontologe. 
Depéret war zunächst über zehn Jahre (ab 1877) Militärarzt zuerst in Algerien und dann in Sathonay. 1888 wurde er Dozent (Chargé du cours) in Marseille und ab 1889 war er Professor für Geologie in Lyon (Faculté des Sciences) und Doyen der Faculté des Sciences in Lyon.
Depéret befasste sich mit dem Tertiär des Rhonetals und dessen fossilen Säugern. Bekannt war er für sein Werk La transformation du monde animale (1907, deutsche Ausgabe 1909). Darin unterstützt er unter anderem Copes Gesetz (welches deshalb manchmal auch zusätzlich nach ihm benannt ist). Von ihm stammen zehn Blätter der geologischen Karte Frankreichs. Bekannt ist er auch für archäologische Arbeiten zur Vorgeschichte, besonders in Solutré. Er unterstützte die umstrittene Authentizität der prähistorischen Funde von Glozel.
Er war seit 1898 korrespondierendes und seit 1913 Mitglied der Académie des sciences, seit 1911 assoziiertes Mitglied der Académie royale des Sciences, des Lettres et des Beaux-Arts de Belgique sowie korrespondierendes Mitglied der Russischen Akademie der Wissenschaften, Mitglied der Geological Society in London und der Akademien von New York und Barcelona.
1896 erstbeschrieb er Majungasaurus crenatissimus (als Megalosaurus) und Titanosaurus madagascariensis aus Madagaskar (Maevarano-Formation), 1917 Hyaenodon nouleti und 1912 mit Mazeran die Conchostraken-Gattung Euestheria. 1892 führte er die Stufe des Miozän Burdigalium ein (seine Stufe Vindobonium setzte sich nicht durch). 1910 beschrieb er einen Eucladoceros-Fund und 1908 erstbeschrieb er Amphirhagatherium.

## Schriften
- Les transformations du monde animal. Flammarion 1907
  - Deutsche Ausgabe: Die Umbildung der Tierwelt. Eine Einführung in die Entwicklungsgeschichte auf palaeontologischer Grundlage. Schweizerbart 1909
- La faune de mammifères miocènes de La Grive-Saint-Alban (Isère) et de quelques autres localités du bassin du Rhône. Éditions H. Georg, 1892.